# Roinville (Essonne)
Roinville település Franciaországban, Essonne megyében. Lakosainak száma 1314 fő (2022. január 1.). Roinville Saint-Cyr-sous-Dourdan, La Forêt-le-Roi, Boissy-le-Sec, Dourdan, Les Granges-le-Roi, Sermaise és Le Val-Saint-Germain községekkel határos.

## Népesség
A település népessége az elmúlt években az alábbi módon változott:
| Lakosok száma | 1292 | 1363 | 1391 | 1393 | 1366 | 1340 | 1313 | 1314 | 1314 |
|               | 2013 | 2015 | 2016 | 2017 | 2018 | 2019 | 2020 | 2021 | 2022 |